# 사랑을 말하다
"사랑을 말하다"는 2012년에 개봉한 대한민국의 영화이다.

## 캐스팅
- 서예희 : 나영 역
- 윤혁진 : 혜성 역
- 최은채 : 옥자 역
- 김원희 : 희진 역
- 우희 : 태민 역
- 장혜진 : 수지 역
- 임정희 : 나영 어머니 역
- 전인길